# Südostasienspiele 2019/Badminton
Titelträger im Badminton wurden bei den Südostasienspielen 2019 im Muntinlupa Sports Complex in Muntinlupa, Metro Manila, Philippinen, in fünf Einzel- und zwei Mannschaftsdisziplinen ermittelt. Die Spiele fanden vom 1. bis zum 9. Dezember 2019 statt.

## Medaillengewinner
| Herreneinzel | Lee Zii Jia | Loh Kean Yew | Kantaphon Wangcharoen |  |  |  |
| Herreneinzel | Lee Zii Jia | Loh Kean Yew | Sitthikom Thammasin |  |  |  |
| Dameneinzel  | Kisona Selvaduray | Ruselli Hartawan | Pornpawee Chochuwong |  |  |  |
| Dameneinzel  | Kisona Selvaduray | Ruselli Hartawan | Nitchaon Jindapol |  |  |  |
| Herrendoppel | Aaron Chia Soh Wooi Yik | Bodin Isara Maneepong Jongjit | Ong Yew Sin Teo Ee Yi |  |  |  |
| Herrendoppel | Aaron Chia Soh Wooi Yik | Bodin Isara Maneepong Jongjit | Wahyu Nayaka Ade Yusuf |  |  |  |
| Damendoppel  | Greysia Polii Apriyani Rahayu | Chayanit Chaladchalam Phataimas Muenwong | Vivian Hoo Kah Mun Yap Cheng Wen |  |  |  |
| Damendoppel  | Greysia Polii Apriyani Rahayu | Chayanit Chaladchalam Phataimas Muenwong | Chow Mei Kuan Lee Meng Yean |  |  |  |
| Mixed        | Praveen Jordan Melati Daeva Oktavianti | Goh Soon Huat Shevon Jemie Lai | Tan Kian Meng Lai Pei Jing |  |  |  |
| Mixed        | Praveen Jordan Melati Daeva Oktavianti | Goh Soon Huat Shevon Jemie Lai | Rinov Rivaldy Pitha Haningtyas Mentari |  |  |  |
|              | | | |  |  |  |
| Herrenteam   | Indonesien Jonatan Christie Anthony Ginting Shesar Hiren Rhustavito Firman Abdul Kholik Fajar Alfian Muhammad Rian Ardianto Wahyu Nayaka Ade Yusuf Praveen Jordan Rinov Rivaldy                                     | Malaysia Lee Zii Jia Soong Joo Ven Aidil Sholeh Lim Chong King Aaron Chia Soh Wooi Yik Ong Yew Sin Teo Ee Yi Goh Soon Huat Tan Kian Meng                                                                           | Singapur Loh Kean Yew Joel Koh Jia Wei Jason Teh Jia Heng Muhammad Elaf Wei Tan Terry Hee Loh Kean Hean Danny Bawa Chrisnanta Andy Kwek Abel Tan Wen Xing Toh Han Zhuo              |  |  |  |
| Herrenteam   | Indonesien Jonatan Christie Anthony Ginting Shesar Hiren Rhustavito Firman Abdul Kholik Fajar Alfian Muhammad Rian Ardianto Wahyu Nayaka Ade Yusuf Praveen Jordan Rinov Rivaldy                                     | Malaysia Lee Zii Jia Soong Joo Ven Aidil Sholeh Lim Chong King Aaron Chia Soh Wooi Yik Ong Yew Sin Teo Ee Yi Goh Soon Huat Tan Kian Meng                                                                           | Thailand Kantaphon Wangcharoen Sitthikom Thammasin Khosit Phetpradab Suppanyu Avihingsanon Bodin Isara Maneepong Jongjit Kittisak Namdash Kittinupong Kedren Nipitphon Puangpuapech |  |  |  |
| Damenteam    | Thailand Ratchanok Intanon Busanan Ongbumrungpan Pornpawee Chochuwong Nitchaon Jindapol Jongkolphan Kititharakul Rawinda Prajongjai Puttita Supajirakul Chayanit Chaladchalam Phataimas Muenwong Savitree Amitrapai | Indonesien Gregoria Mariska Tunjung Fitriani Ruselli Hartawan Greysia Polii Apriyani Rahayu Ni Ketut Mahadewi Istarani Siti Fadia Silva Ramadhanti Ribka Sugiarto Melati Daeva Oktavianti Pitha Haningtyas Mentari | Malaysia Sonia Cheah Su Ya Kisona Selvaduray Lee Ying Ying Eoon Qi Xuan Chow Mei Kuan Lee Meng Yean Vivian Hoo Kah Mun Yap Cheng Wen Lai Pei Jing Shevon Jemie Lai                  |  |  |  |
| Damenteam    | Thailand Ratchanok Intanon Busanan Ongbumrungpan Pornpawee Chochuwong Nitchaon Jindapol Jongkolphan Kititharakul Rawinda Prajongjai Puttita Supajirakul Chayanit Chaladchalam Phataimas Muenwong Savitree Amitrapai | Indonesien Gregoria Mariska Tunjung Fitriani Ruselli Hartawan Greysia Polii Apriyani Rahayu Ni Ketut Mahadewi Istarani Siti Fadia Silva Ramadhanti Ribka Sugiarto Melati Daeva Oktavianti Pitha Haningtyas Mentari | Singapur Yeo Jia Min Jaslyn Hooi Grace Chua Sito Jia Rong Jin Yujia Nur Insyirah Khan Shinta Mulia Sari Crystal Wong Jia Ying Tan Wei Han                                           |  |  |  |

## Medaillenspiegel
| Rang   | Land       | Gold | Silber | Bronze | Gesamt |
| ------ | ---------- | ---- | ------ | ------ | ------ |
| 1      | Malaysia   | 3    | 2      | 5      | 10     |
| 2      | Indonesien | 3    | 2      | 2      | 7      |
| 3      | Thailand   | 1    | 2      | 5      | 8      |
| 4      | Singapur   | 0    | 1      | 2      | 3      |
| Gesamt | Gesamt     | 7    | 7      | 14     | 28     |